# École de Suopelto
L'école de Suopelto (finnois : Suopellon koulu) est une école située à la frontière entre les quartiers de Lietsala et de Taimo à Naantali en Finlande.

## Présentation
L'école de Suopelto est une école primaire pour les niveaux 7 à 9. 
Le nombre d'élèves de l'école est d'environ 270 répartis en treize classes plus un petit groupe d'éducation spéciale dans l'école,.

## Équipements
L'école dispose d'un auditorium de 108 places.
L'ecole compte aussi une salle de sport de 403 m2, un terrain de basket, un terrain de volley, trois terrains de badminton et un terrain  basket intérieur.